# Timpan (instrument muzical)

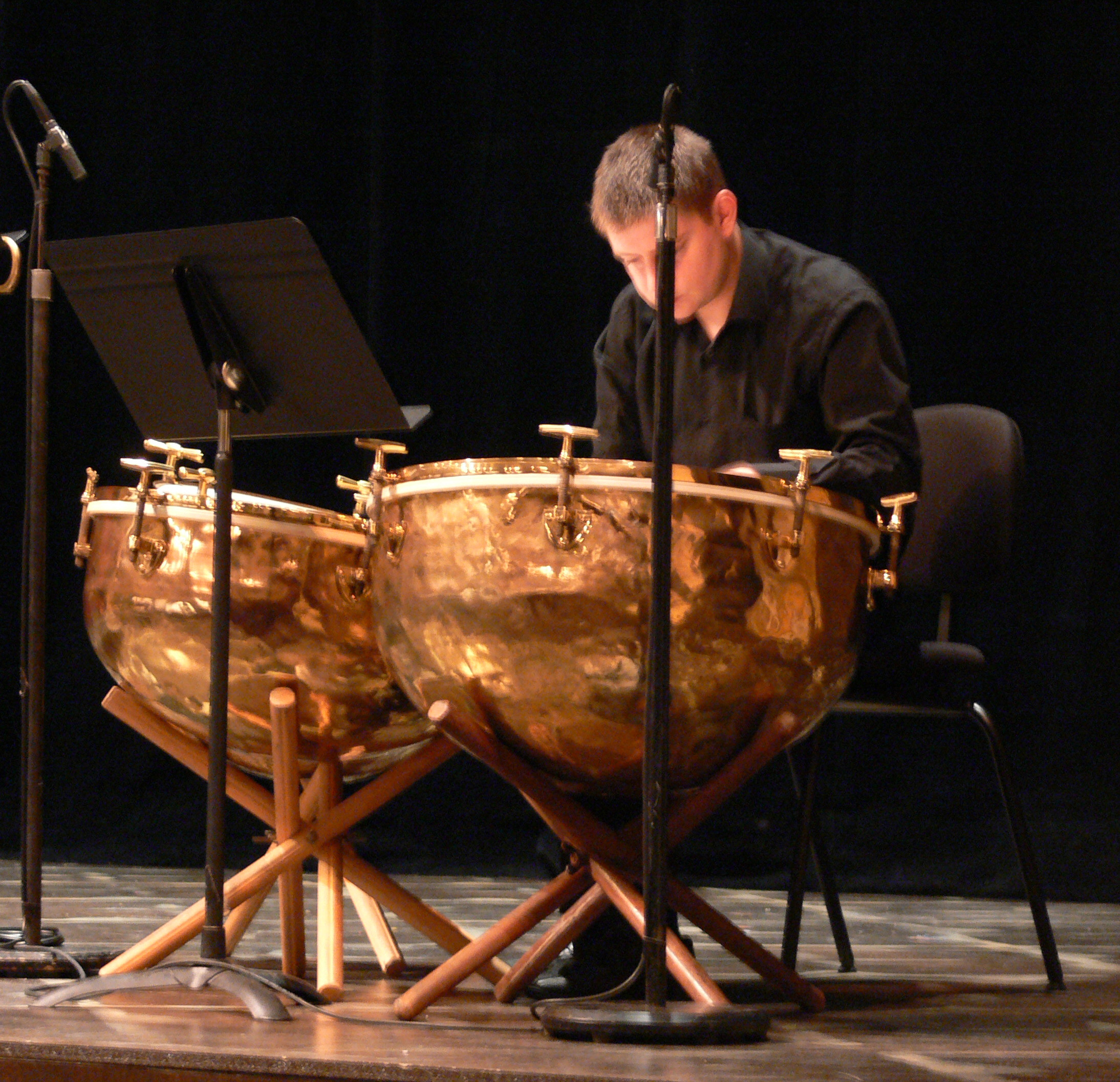
Două timpane.

Timpan se numește un instrument muzical de percuție cu înălțime determinată alcătuit dintr-o cutie de rezonanță metalică în formă emisferică, deasupra căreia este întinsă o membrană. Instrumentul se sprijină pe picioare și poate fi acordat cu ajutorul unei pedale ce modifică tensiunea membranei. Interpretul la timpane se numește timpanist.

## Locul timpanului în ansambluri
Timpanele se folosesc cel mai adesea în muzica orchestrală și în lucrările pentru ansambluri de percuții. Ele se întâlnesc mult mai rar în muzica de cameră, iar în acest caz este vorba despre lucrări moderne sau contemporane. De regulă, un singur timpanist va controla toate instrumentele de acest fel prezente într-un ansamblu; cel mai frecvent se folosesc două, trei sau patru timpane.

## Scriitura pentru timpan
Partitura pentru timpane este plasată în cheia de bas (fa). Un efect de mare expresivitate este tremoloul, care poate acoperi o plajă dinamică foarte variată (de la încet la foarte sonor); buna controlare a lui este permisă de construcția specială a baghetelor, spre deosebire de cele folosite la alte instrumente de percuție. În scriitura pentru timpane se întâlnește frecvent notația muta in, care cere instrumentistului reacordarea unuia sau mai multor timpani în timpul execuției.